# Нашивка влучного стрільця (США)
Нашивка влучного стрільця (США) (англ. Marksmanship Ribbon) — військова відзнака (нашивка) для заохочення військовослужбовців Повітряних сил, Військово-морських сил та Берегової охорони, хто успішно пройшов кваліфікаційний курс та досяг результатів вище за середні у стрільбі з гвинтівки та пістолета. Крім цього, формування національної гвардії певних штатів мають власні відзнаки для заохочення тих, хто влучно стріляє, і здобув високих результатів на змаганнях у штатах.

## Військово-морські сили
1920 ВМС США запровадили перші нагороди за високі результати у стрільбі зі штатної зброї: нашивки за влучну стрільбу з пістолета та з гвинтівки.
Нагороди мають три ступеня: експерт (англ. Expert), меткий стрілець (англ. Sharpshooter) та марксмен (англ. Marksman). Базовий рівень нагороджується відзнакою марксмена.